# Marie Renard
Pour les articles homonymes, voir Renard (homonymie).
Marie Renard (8 janvier 1864 — 19 octobre 1939) est une mezzo-soprano autrichienne d'opéra.

## Biographie
Née Marie Pölzl, elle étudie d'abord le chant avec Louise Weinlich-Tipka dans sa ville natale de Graz puis plus tard à Berlin avec Rosa de Ruda. Elle fait ses débuts en 1882 à Graz dans le rôle d'Azucena dans Il trovatore de Verdi, remplaçant une autre chanteuse, et est engagée jusqu'en 1884. La saison suivante (1884–1885) elle chante au Théâtre Allemand de Prague. Après avoir interprété comme invitée le rôle-titre dans Carmen de Bizet et dans Mignon d'Ambroise Thomas au Staatsoper Unter den Linden de Berlin en 1885, elle devient membre de la troupe de 1885 à 1888 et chante dans la première de Donna Diana de Heinrich Hofmann le 15 novembre 1886.

## Vienne
En 1888 elle est engagée à l'Opéra impérial de Vienne pour un salaire annuel de 16 000 florins. Elle atteint alors le sommet de sa carrière et de popularité avec cet opéra. Elle est appréciée surtout pour ses interprétations dans des opéras français (chantés en allemand), en particulier le rôle de Carmen. En 1889 elle chante à Vienne dans Die drei Pintos de Weber (dans la version terminée par Gustav Mahler). En 1890, elle chante le rôle-titre dans la première représentation à Vienne de Manon de Massenet. Le 1er janvier 1892 elle chante le rôle d'Eva lors de la création mondiale de Ritter Pázmán de Johann Strauss II. Une de ses plus grandes interprétations est celle de Charlotte à la première mondiale de Werther de Massenet le 16 février 1892 (chanté en allemand), dont le rôle-titre est tenu par Ernest Van Dyck. Elle chante aussi Frau Dot à la première mondiale de Das Heimchen am Herd de Goldmark (21 mars 1896) et Tatiana lors de la première viennoise de Eugène Onéguine de Tchaïkovski (1897).
Elle chante aussi à Vienne, Cherubino dans Le nozze di Figaro de Mozart, Zerline dans Don Giovanni de Mozart, le rôle-titre dans Mignon de Thomas et Djamileh de Bizet, Ännchen dans Der Freischütz de Weber, Angela dans Le Domino noir d'Auber, Rosalinde dans Die Fledermaus (La Chauve-souris) de Johann Strauss II, Musetta dans La Bohème de Puccini et Hänsel dans Hänsel und Gretel de Humperdinck. 
Son rôle d'adieu est Carmen en 1900. Après avoir pris sa retraite, elle se marie avec le comte Rudolf Kinsky. Elle meurt en 1939 dans sa ville natale de Graz.